# Colonia San Mateo, Guerrero
Colonia San Mateo är en ort i Mexiko.   Den ligger i kommunen Malinaltepec och delstaten Guerrero, i den sydöstra delen av landet, 240 km söder om huvudstaden Mexico City. Colonia San Mateo ligger 2 219 meter över havet och antalet invånare är 424.
Terrängen runt Colonia San Mateo är bergig. Runt Colonia San Mateo är det ganska glesbefolkat, med 22 invånare per kvadratkilometer. Närmaste större samhälle är Malinaltepec, 3,2 km söder om Colonia San Mateo. I omgivningarna runt Colonia San Mateo växer huvudsakligen savannskog.